# Английский парк (Ереван)
Английский парк (арм. Անգլիական այգի), также Театральный парк (арм. Թատերական այգի), в советские годы Парк 26 Бакинских комиссаров (арм. Բաքվի 26 կոմիսարների այգի) — общественный парк в центральном административном районе Кентрон в Ереване. Расположен между улицами Италии, Святого Григория Просветителя и Мовсеса Хоренаци.

## История
Английский парк является одним из старейших парков города, основанный в 1860-х годах. Он был заложен Эриванским губернатором генерал-майором Михаилом Астафьевым.
Территория парка изначально была  местоностью, богатой подземными источниками. Обильная вода, вытекающая из-под земли, скапливалась под деревьями, застаивалась и превращал парк в болото. 
В 1879 году новоназначенный главный врач Еревана Левон Тигранян, считая состояние парка главной причиной эпидемии малярии, обратил внимание властей на состояние дренажной системы и на необходимость очистки данной местности от застоявшейся воды.
1 июля 1895 года Левону Баглнчяну был выдан контракт сроком на 12 лет, который обязался завершить реконструкцию парка за 3 года, но не выполнил эту задачу.
Парк был сформирован и благоустроен только после того, как главой города стал Исаак Мелик-Агамалян. Работы по благоустройству парка продолжались и в годы правления Ованеса Мелик-Агамаляна. На его собственные средства из России и Польши были привезены деревья для парка. Были проложены новые аллеи, проходы засыпаны красной крошкой. Парк был построен в европейском стиле, и, вероятно, поэтому его называли «Английским парком». Некоторые утверждали, что парк был назван так в честь иностранцев, которые его благоустраивали, в то время как другие говорили, что если смотреть сверху, парк напоминает английский флаг. Он был закрыт на 10 лет в связи с реконструкцией. Открытие парка состоялось 3 октября 1910 года.
В годы Первой Республики Армения парк вновь пришёл в запустение. Затем, с установлением советской власти, это место превратилось в пантеон павших революционеров. С правой стороны главной аллеи были похоронены руководители большевистского Майского восстания 1920 года, а в 1921 году в саду нашёл свою могилу военный комиссар Липарит Мхчян, о котором поэт Егише Чаренц написал свою историческую балладу «Мой товарищ Липо». Сад был переименован в честь 26 Бакинских комиссаров, сократив название до «Комсада» (Комайги). 
В 1938 году на территории парка было построено новое здание Национального академического театра имени Габриела Сундукяна.
В 1976 году в парке был установлен памятник вымышленному герою Габриэла Сундукяна, Пепо.
В начале 2000-х годов парк потерял значительную часть своей территории. Новая дорога, улица Италии, была прорезана с его северной стороны, изолируя часть парка от остальной части. Вдоль одной стороны новой улицы на территории бывшего парка было построено ряд зданий, в том числе посольства Франции и Италии в Армении и отель «Best Western Congress». Изолированная часть была позже преобразована в Парк 2800-летия Еревана. ООО «Бюракн» арендовало территорию Английского парка на 99 лет.

## Галерея
- Вид парка
- Центральный фонтан
- Национальный академический театр имени Габриэла Сундукяна
- Памятник Габриэлю Сундукяну
- Памятник Пепо
- Памятник в парке
- Могила революционеров (Степан Алавердян, Саргис Мусаелян, Баграт Гарибджанян)
- Могила и бюст Липарита Мхчяна
- Хачкар в память о расстрелянных большевиками в ереванской тюрьме